# Ponts de Minto
Pour les articles homonymes, voir Minto.
Les ponts de Minto (anglais : Minto Bridges) sont une série de ponts en treillis traversant la rivière Rideau et reliant Green Island (en) et Maple Island (en) à Ottawa. 

## Description

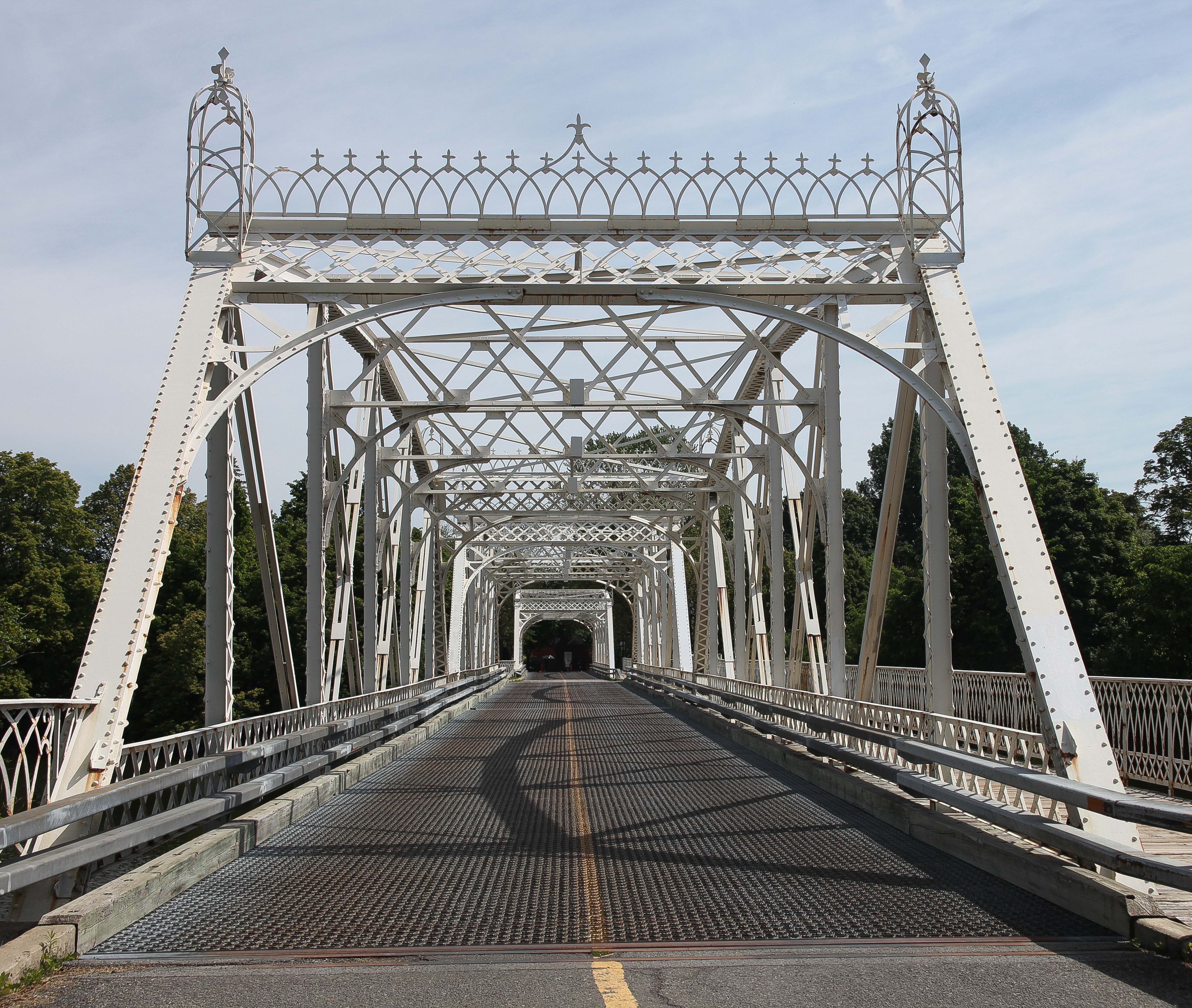
Milieu de la portée centrale.

Souvent appelé seulement le pont de Minto, il s'avère être en fait trois ponts, le premier reliant King Edward Avenue à Green Island, puis un deuxième pont, à deux portées, reliant Green Island à Maple Island, et un dernier reliant Maple Island à Stanley Avenue, au nord. 
Chaque portée est de la même longueur et construit dans le même style, le pont du milieu mesurant 52,1 mètres de long. Il utilise des rivets pour connecter les différentes composantes, un des premiers ponts à en faire l'usage au Canada. 
Le pont est décoré de crêtes (en) à ses portails avec des fleurons faits de lamelles, au lieu d'acier brut, qui était plus commun à l'époque. Les garde-fous sont faits en style de treillis en arcs.

## Odonymie
Les ponts portent le nom de Gilbert Elliot-Murray-Kynynmound 4e comte de Minto, qui était gouverneur général du Canada lors de leur construction. Le pont n'a pas changé de nom depuis, les plaques commémoratives le prouvant. 

## Histoire
Les ponts de Minto sont construits à partir de 1900 par la Dominion Bridge Company (en) sous commande de la Ottawa Improvement Commission, aujourd'hui la Commission de la capitale nationale. Le pont, un des premiers ouvrages de la commission, était censé relier Rideau Hall à la colline du Parlement. La construction était supervisée par Robert Surtees. La construction se termine en 1902 et les ponts sont inaugurés la même année. La plateforme de circulation, auparavant en planches de bois, est remplacée par de l'asphalte en 1978.
En 1996, le pont a été rénové et ouvert à la circulation piétonnière et aux vélos. Une nouvelle couche de peinture avait aussi été appliquée. Le pont subit de nouvelles rénovations de juin 2015 au printemps 2017, avec une brève pause au printemps 2016. Le coût de la nouvelle rénovation était de 2.5 millions $ (CAD).